# Duoprizma
| Skupina uniformnih p,q-duoprizem Primer 16,16-duoprizme Schleglov diagram Projekcija iz središča 16-strane prizme. Prikazane so vse, razen ene nasprotne 16-strane prizme. |                                            |
| vrsta | Prizmatični uniformni uniformni polihoron  |
| Schläflijev simbol | {p}x{q}                                    |
| Coxeter-Dinkinov diagram |                                            |
| celice | p q-strane prizme, q p-strane prizme       |
| stranske ploskve | pq kvadratov, p q-strane, q p-strane       |
| robovi | 2pq                                        |
| oglišča | pq                                         |
| slika oglišč | disfenoidni tetraeder                      |
| simetrija | [p,2,q], reda 4pq [[p,2,p]], reda 8p2, p=q |
| dual | duopiramida                                |
| lastnosti | konveksni, če sta obe osnovnici konveksni  |

Duoprizma (tudi dvojna prizma) je v geometriji štirih in višjih razsežnostih politop, ki nastane kot kartezični produkt dveh politopov. Vsak od teh dveh politopov ima razsežnost dva ali višjo. Kartezični produkt n politopa in m politopa je (n+m) politop, kjer sta n in m enaka 2 ali več.  Duoprizma z najnižjo  razsežnostjo je tista, ki obstaja v štirirazsežnem  prostoru kot polihoron (4 politop) in je kartezični produkt dveh  mnogokotnikov v dvorazsežnem evklidskem prostoru. Natančneje to zapišemo kot množico točk:
{\displaystyle P_{1}\times P_{2}=\{(x,y,z,w)|(x,y)\in P_{1},(z,w)\in P_{2}\}}
kjer sta P1 in P2 množici točk, ki pripadajo odgovarjajočima mnogokotnikoma. Takšna duoprizma je konveksna, če sta obe osnovnici konveksni in sta povezani s prizmatičnimi celicami.

## Poimenovanje
Štiri razsežna duoprizma se obravnava kot prizmatičen polihoron. Duoprizma, ki jo dobimo iz dveh pravilnih mnogokotnikov z isto velikostjo je uniformna duoprizma.
Duoprizme, ki jo sestavlja n mnogokotnikov in m mnogokotnikov imenujemo tako, da spredaj uporabimo predpono 'duoprizma' in nadaljujemo z osnovnimi mnogokotniki. Zgled: tristrano-petstrana duoprizma je kartezični produkt trikotnika in petkotnika.
Drugi način, ki pa je natančnejši, je osnovan  tako, da uporabimo kot predpone števila, ki označujejo osnovne mnogokotnike. Zgled: 3,5 duoprizma je tristrano-petstrana duoprizma.
Druga imena lahko imajo še oblike:
- q-strana p-strana prizma
- q-strana p-strana dvojna prizma
- q-strana p-strana hiperprizma

Izraz duoprizma je skoval svobodni izdajatelj, pisatelj in založnik ter ljubitelsjkipaleontolog in matematik George Olshevsky (rojen 1946).

## Geometrija štirirazsežnih duoprizem
| |
| Pogled na notranjost 23-29 duoprizme projicirane na 3-sfero. Ko m in n postajata večja, se geometrija duoprizme približuje geometriji duocilindra tako kot se p-strana prizma približuje geometriji valja. |

Štirirazsežna uniformna duoprizma nastane kot produkt pravilnega n-kotnega mnogokotnika in pravilnega m-kotnega  mnogokotnika z enako dolžino robov. Omejen je z  m-stranimiprizmami in n-stranimi prizmami. Zgled: kartezični produkt trikotnika in šestkotnika  je duoprizma omejena s šestimi tristranimi prizmami in tremi šeststranimi prizmami.

### Slike uniformnih polihoronskih duoprizem
Vse naslednje slike so Schleglovi diagrami, ki imajo prikazano samo eno celico. Duoprizme p-q so enake duoprizmam q-p. Izgledajo pa drugačne, ker so projicirane v središče druge celice.
| |               |
| 6-prizma | 6-6-duoprizma |
| Šeststrana prizma, projicirana na ravnino s perspektivo s središčem na šestkotniški stranski ploskvi, izgleda kot dvojni šestkotnik, povezan s (popačenimi) kvadrati. Podobno je 6-6 duoprizma projicirana na trirazsežnosti približek torusa, ki je šestkotniški v ravnini in preseku. |               |

| 3-3 | 3-4 | 3-5 | 3-6 | 3-7 | 3-8 |
| 4-3 | 4-4 | 4-5 | 4-6 | 4-7 | 4-8 |
| 5-3 | 5-4 | 5-5 | 5-6 | 5-7 | 5-8 |
| 6-3 | 6-4 | 6-5 | 6-6 | 6-7 | 6-8 |
| 7-3 | 7-4 | 7-5 | 7-6 | 7-7 | 7-8 |
| 8-3 | 8-4 | 8-5 | 8-6 | 8-7 | 8-8 |

## Sorodni politopi
Pravilni poševni poliedri {4,4|n} obstajajo v štirirazsežnem prostoru kot n2 kvadratne stranske ploskve n-n duoprizem, ki imajo 2n2 robov in n2 oglišč.

### Duoantiprizme
Duoprizme , t0,1,2,3{p,2,q}, lahko alterniramo v duoantiprizme , s{p,2,q}, ki pa v splošnem  ne morajo postati uniformne. Edina konveksna uniformna rešitev je trivialni primer p=q=2, ki je konstrukcija teserakta z nižjo simetrijo , t0,1,2,3{2,2,2}. Z alternacijo dobimo 16-celico , s{2,2,2}.
Edina nekonveksna uniformna rešitev je p=5,  q=5/3, s{5,2,5/3}, ki jo konstruiramo iz desetih petstranih antiprizem in desetih pentagramskih križnih antiprizem in petdesetih tetraedrov. To telo je znano kot velika duoantiprizma (gudap) .

### Politopi k_22
Duoprizme 3-3,-122 so prve v skupini uniformnih politopov, ki jih je Coxeter (1907 - 2003) označil za k22 serijo. Duoprizme 3-3 so slike oglišč za drugo skupino dvojno rektificirani 5 simpleks. Četrta skupina je evklidsko satovje  222. Zadnja skupina pa je nekompaktno hiperbolično satovje 322. Vsak naslednji uniformni politop se dobi iz prejšnjega kot njegova slika oglišča.
| n                  | 4    | 5   | 6   | 7                                    | 8    |
| ------------------ | ---- | --- | --- | ------------------------------------ | ---- |
| Coxeterjeva grupa  | A2   | A5  | E6  | {\displaystyle {\tilde {E}}_{6}}=E6+ | E6++ |
| Coxeterjev diagram |      |     |     |                                      |      |
| graf               |      |     |     | ∞                                    | ∞    |
| ime                | −122 | 022 | 122 | 222                                  | 322  |